# Gran Premi Raiffeisen
El Gran Premi Raiffeisen, conegut també com a Gran Premi Judendorf Straßenengel, és una cursa ciclista d'un dia que es disputa anualment a Judendorf-Straßengel a Estíria. La primera edició data del 1996 agafant el relleu de les curses Rundstreckenrennen Judendorf-Straßengel (1986-1987) i Straßenengler Radsporttag (1988-1995) que s'havien organitzat a la zona. Des de 2005 forma part de l'UCI Europa Tour. Les edicions del 2003 i 2007, van servir per determinar el Campionat d'Àustria en ruta.

## Palmarès
| Any                                     | Vencedor              | Segon                 | Tercer                |
| Rundstreckenrennen Judendorf-Straßengel |                       |                       |                       |
| --------------------------------------- | --------------------- | --------------------- | --------------------- |
| 1986                                    | Karl Heinz Pils       | Hermann Mandler       | Bronko Bojanz         |
| 1987                                    | Hans Lienhart         | Ekkhard Dörschlag     | Harald Wisiak         |
| Straßenengler Radsporttag               |                       |                       |                       |
| 1988                                    | Heinz Marchel         | Nikolaus Fedl         | Eduard Rathkolb       |
| 1989                                    | Klaus Kabasser        | Markus Kremser        | Bernhard Wippel       |
| 1990                                    | Harald Maier          | Alois Pfleger         | Peter Lammer          |
| 1991                                    | Alois Pfleger         | Harald Maier          | Peter Lammer          |
| 1992                                    | Wolfgang Fasching     | Christoph Demel       | Bolan Eberl           |
| 1993                                    | No disputat           | No disputat           | No disputat           |
| 1994                                    | Richard Schmied       | Alvin Kern            | Naclov Toman          |
| 1995                                    | Thomas Kreidl         | Peter Wrolich         | Mathias Buxhofer      |
| Raiffeisen G. P.                        |                       |                       |                       |
| 1996                                    | Luca Sironi           | Riccardo Ferrari      | Simone Simonetti      |
| 1997                                    | Simone Simonetti      | Bernhard Gugganig     | René Haselbacher      |
| 1998                                    | Igor Kranjec          | Michele Bedin         | Peter Wrolich         |
| 1999                                    | Igor Kranjec          | Jan Bratkowski        | Werner Faltheiner     |
| 2000                                    | Josef Lontscharitsch  | Saso Sviben           | Pietro Zucconi        |
| 2001                                    | Jan Bratkowski        | Ralf Scherzer         | Franz Stocher         |
| 2002                                    | Boštjan Mervar        | Samuel Faruhn         | Ralf Scherzer         |
| 2003                                    | Georg Totschnig       | René Haselbacher      | Andreas Matzbacher    |
| 2004                                    | Andreas Matzbacher    | Christian Pfannberger | Stefan Rucker         |
| 2005                                    | Krzysztof Ciesielski  | Maurizio Vandelli     | Massimiliano Martella |
| 2006                                    | Mitja Mahorič         | Francesco Ginanni     | Werner Riebenbauer    |
| 2007                                    | Christian Pfannberger | Markus Eibegger       | Thomas Rohregger      |
| 2008                                    | Matej Stare           | Jan Barta             | Josef Benetseder      |
| 2009                                    | Markus Eibegger       | Martin Riska          | Christoph Sokoll      |
| 2010                                    | Matthias Brändle      | Markus Eibegger       | Stanislav Kozubek     |
| 2011                                    | Tomislav Dančulović   | Blaž Furdi            | Radoslav Rogina       |
| 2012                                    | No disputat           | No disputat           | No disputat           |
| 2013                                    | Riccardo Zoidl        | Radoslav Rogina       | Patrik Sinkewitz      |
| 2014                                    | Radoslav Rogina       | Patrick Konrad        | Markus Eibegger       |
| 2015                                    | Gregor Mühlberger     | Andi Bajc             | Florian Bissinger     |
| 2016                                    | Riccardo Zoidl        | Patrick Schelling     | James McLaughlin      |
| 2017                                    | Adam de Vos           | Tadej Pogačar         | Patrick Gamper        |
| 2018                                    | Maciej Paterski       | Riccardo Zoidl        | Georg Zimmermann      |
| 2019                                    | Maciej Paterski       | Colin Stüssi          | Patrick Schelling     |